# Logo (programmeertaal)

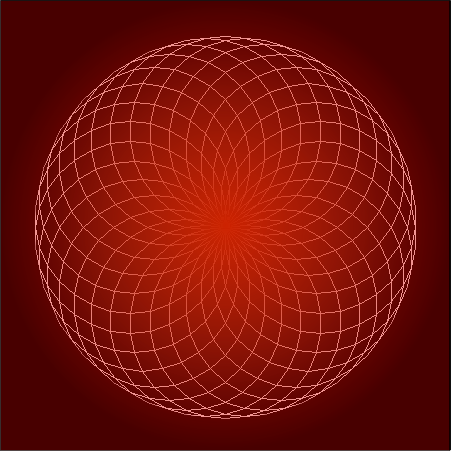
Logo turtle graphic

Logo is een programmeertaal. Het is bedoeld als een leesbare adaptatie van Lisp, bedacht door Seymour Papert. Men zegt ook wel dat Logo een Lisp (list processor) zonder haakjes is. Het is tegenwoordig vooral bekend vanwege zijn Turtle Graphics.
Logo is eind jaren zestig ontstaan. De bedoeling van Seymour Papert was een simpele programmeertaal te maken die speciaal geschikt is voor kinderen. Logo bestaat uit een grafisch scherm waarover je de "turtle" (een cursor in de vorm van een schildpad) heen en weer kan laten lopen.
Er zijn verschillende vertalingen en varianten van Logo ontstaan in de hele wereld. Vandaag is in België en Nederland en zelfs Engeland een variant nog populair: Superlogo. Die is niet meer hetzelfde als de oorspronkelijke taal, zo zijn er veel meer functies dan in de oorspronkelijke taal. Kinderen en volwassenen kunnen er uitgebreide programma's mee maken. Er bestaan tot op de dag van vandaag ook nog andere varianten maar die zijn minder populair. De "turtle" blijft evenwel behouden in de varianten.